# اباثور مزنیه

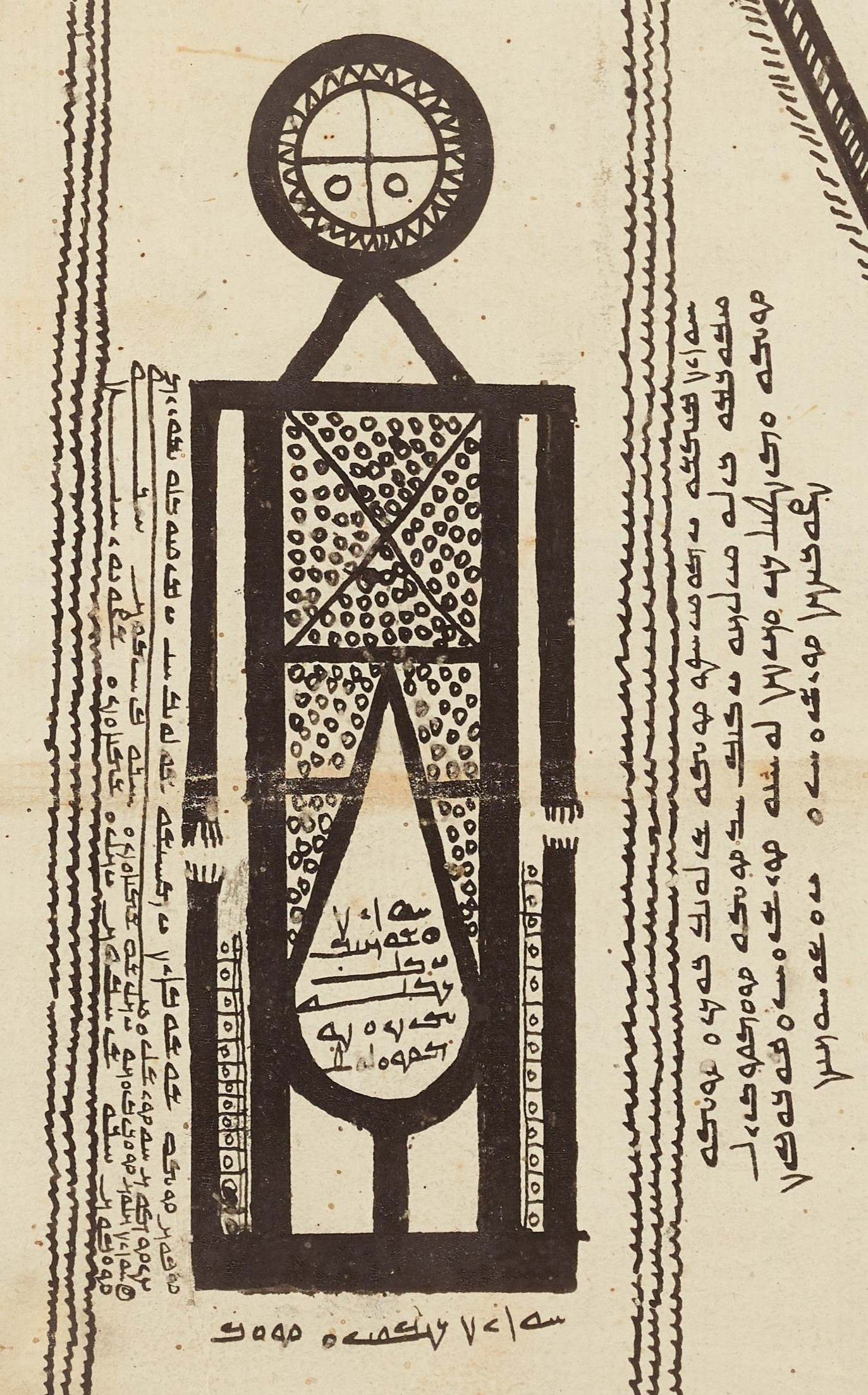
اباثور مزنیه

اباثور مزنیه (مندایی: ࡀࡁࡀࡕࡅࡓ ࡌࡅࡆࡀࡍࡉࡀ)
هنگامهٔ مرگ

## اباثورمزنیه
اباثورمزنیه (به انگلیسی: Abathur Muzania)

## جان
هنگامی که جان آدمی دورهٔ پاک سازی‌هایش را به پایان رساند.

## تطهیر
تطهیر جان منزه کردن آن از عیب‌ها و آلودگی‌های اخلاقی است. به این جهت ابن مسکویه کتاب تهذیب الاخلاق خود را، کتاب طهارت نامیده‌است.
ارسطو احتمالاً اولین کسی است که تطهیر را به معنی نفسانی آن به کاربرده است. وی این اصطلاح را در کتاب شعر به معنی تطهیر نفس از هواها و تمایلات به کاربرده است. بعد از آن استعمال این لفظ تعمیم یافت و به معنی تطهیر نفس از پیوندهای حسی به کار رفت.
به این معنی نفس تبدیل به آیینه درخشانی می‌شود تا معقولات در آن نقش بندد. به این جهت در نظر غزالی مهم‌ترین و اولین وظیفه متعلم این است که جان خود را از آلودگی‌ها پاک کند.
در اصطلاح روانکاوان، تطهیر عبارت است از هوشیاری و آگاهی نسبت به یک فکر یا یاد خاطرات و امیال سر کوفته. زیرا باقی ماندن این حالات در شعور ناخودآگاه موجب اضطرابات جسمانی یا روانی می‌شود.
وقتی کفه‌های ترازوی اباثورمزنیه به پاکی آدمی گواهی دادند، او به جهان نور وارد شده و با جفت ابدی اش یکی می‌گردد.